# 骆玉笙
骆玉笙（1914年8月31日—2002年5月5日），曾用艺名小彩舞、筱彩舞，女，天津人，生于上海，中国当代曲艺大师、鼓曲界泰斗、京韵大鼓“骆派”艺术的创始人，有“金嗓鼓王”的美誉。第五、六、七、八届全国政协委员。 

## 生平
骆玉笙在出生6个月的时候，被卖给天津艺人骆彩武，并改姓“骆”；也因此，她连自己的出生地都不知道。骆玉笙4岁时随养父在上海“大世界”游乐场演唱。在骆彩武的培养下，骆玉笙7岁开始学京剧；9岁，拜苏焕亭为师，学唱京剧老生；1926年登台演出；1931年改唱京韵大鼓；1934年又拜韩永禄为师，学京韵大鼓，承刘宝全派；1939年首次在北京登台演出京韵大鼓。
中华人民共和国成立后，骆玉笙于1951年加入“天津曲艺团”。此后，历任天津市曲艺团演员、副团长，全国文联委员，天津市政协常委，天津市表演艺术咨询委员会委员，天津市文学艺术界联合会副主席等职。
自1971年起，骆玉笙开始从事曲艺教学工作；1976年，又重新登台，1979年加入中国共产党；1985年，当选为中国曲艺家协会主席；1986年，被聘为中国北方曲艺学校艺术指导；1994年，又被聘为中国艺术研究院特约研究员。
2002年5月5日，骆玉笙因病离世，享年88岁。

## 骆派大鼓
骆玉笙开创的京韵大鼓骆派唱腔，曲调华丽委婉、优美含蓄、抒情色彩浓郁。

## 代表作
骆玉笙的代表作包括《剑阁闻铃》、《俞伯牙摔琴》、《红梅阁》、《击鼓骂曹》、《丑末寅初》、《光荣的航行》、《卧薪尝胆》、《重整河山待后生》等。她的唱段以激越、挺拔的“嘎调”著称，加上宽广的音域和自然悦耳的颤音，形成了独特的京韵大鼓“骆派”唱腔。

## 荣誉
- 1979年，被评为“全国三八红旗手”；
- 1981年，被评为天津市“劳动模范”；
- 1989年，获得中国唱片公司颁发的“金唱片”大奖。